# 異牙草䲁
異牙草䲁（學名：Clinus heterodon），為輻鰭魚綱䲁形目胎䲁科草䲁屬的一個種，分布於東南大西洋納米比亞斯瓦科普蒙德以北至南非福爾斯灣海域，本魚身體略扁細長，有楔形的吻部，前三根棘沒有凸起，棘之間的膜也沒有明顯的缺口，每隻眼睛上方有細小的觸鬚，體色為綠棕色，有不規則的橫紋，腹鰭和臀鰭的尖端是紅色，背部背鰭及觸手的尖端顏色較淺，肩部有黃色或藍色邊緣的斑點，臉頰上有兩條帶紋，背鰭硬棘30-32枚、背鰭軟條6-7枚、臀鰭硬棘2枚、臀鰭軟條20-22枚，體長可達13公分，棲息在潮間帶潮池，雌魚產附著性卵，雄魚會守護卵，幼魚為浮游性，生活習性不明。